# Spieker

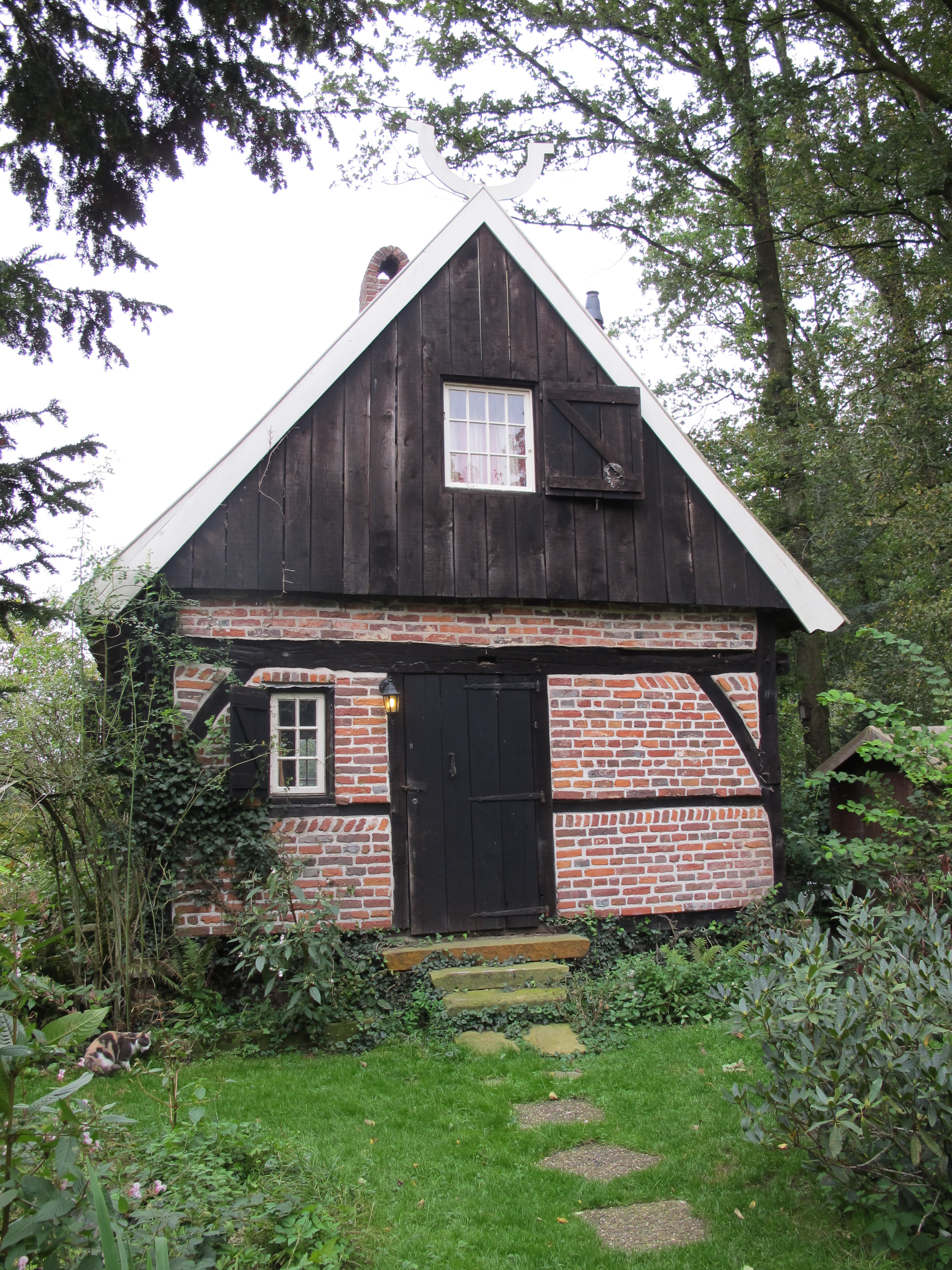
Spieker bij de boerderij Meester Kok

Een spieker, speicher of spijker is een plek waar graan wordt opgeslagen. Om te zorgen dat het graan voldoende droog en vrij van ongedierte was, werd het veelvuldig omgeschept. Daarvoor werden ook wel graanzolders gebruikt. Het gedroogde graan werd veelal bewaard en vervoerd in linnen zakken. Tegenwoordig wordt voor de opslag een silo gebruikt, waarin het graan als bulkgoed gestort wordt.

## Etymologie
Spieker is afgeleid van het woord spicarium; spicae is Latijn voor korenaren. Dit woord voor graanopslagplaats wordt in het hele Nederlandse taalgebied gebruikt, maar vooral in het noorden, het oosten van Nederland en in de Kempen.
Graanspiekers komen overal op de wereld onder veel verschillende namen voor. Het latijnse woord is granarium ('opslagplaats voor graan'), waarvan onder andere het Franse grange ('graanschuur'), het Spaanse granja, en het Engelse granary ('graanpakhuis') zijn afgeleid. Een spieker is iets anders dan een graanschuur, waar de korenschoven na de oogst werden opgeslagen, voordat ze gedorst werden.

## Van schuur tot herenhuis
Van prehistorie tot vroege middeleeuwen was een spieker een graansilo gebouwd op palen om de geoogste korenaren die van het land kwamen droog en veilig voor ongedierte te kunnen opslaan. Later werden ze vooral gebruikt als een soort graanpakhuis of graansilo, onder andere door grootgrondbezitters en kloosters, die hier het graan opsloegen dat ze ontvingen als in natura betaalde pacht en tienden. Vanwege de veiligheid waren ze in de latere middeleeuwen meestal van steen en voorzien van een gracht. Het waren toen torenachtige bouwsels van meerdere verdiepingen. Vanaf de zeventiende eeuw werden veel van deze spiekers omgevormd tot buitenplaats. Stedelijke regenten bezaten veel gronden op het platteland en trokken 's zomers met hun familie naar de spieker om de benauwde stad te ontvluchten. Een landeigenaar was zo meteen in de gelegenheid om in de oogsttijd toezicht te houden op zijn pachters. In herfst en winter was zo'n herenhuis een uitgangspunt voor de jacht.
De Arnhemse wijk Spijkerkwartier heet zo, omdat er tot in de negentiende eeuw drie spiekers stonden. Op de plek van het huis Spijkerbosch bij Boskamp (Olst-Wijhe) stond eerst een spieker. In Hoogstraten is een school Spijker genoemd, omdat ze aanvankelijk ondergebracht werd in een voormalige spieker.
In Zuid-Duitsland wordt een grote spieker of tiendschuur vaak Kasten  of Fruchtkasten genoemd.  Monumentale voorbeelden van zulke gebouwen zijn het Haus der Musik (Stuttgart) en het koetsenmuseum Fruchtkasten  in het kasteel van  Heidenheim an der Brenz.

## Andere werelddelen
Bij de Dogon (Afrika) heeft een gezin vier verschillende bewaarplaatsen voor graan: twee voor de man en twee voor de vrouw.

## Afbeeldingen

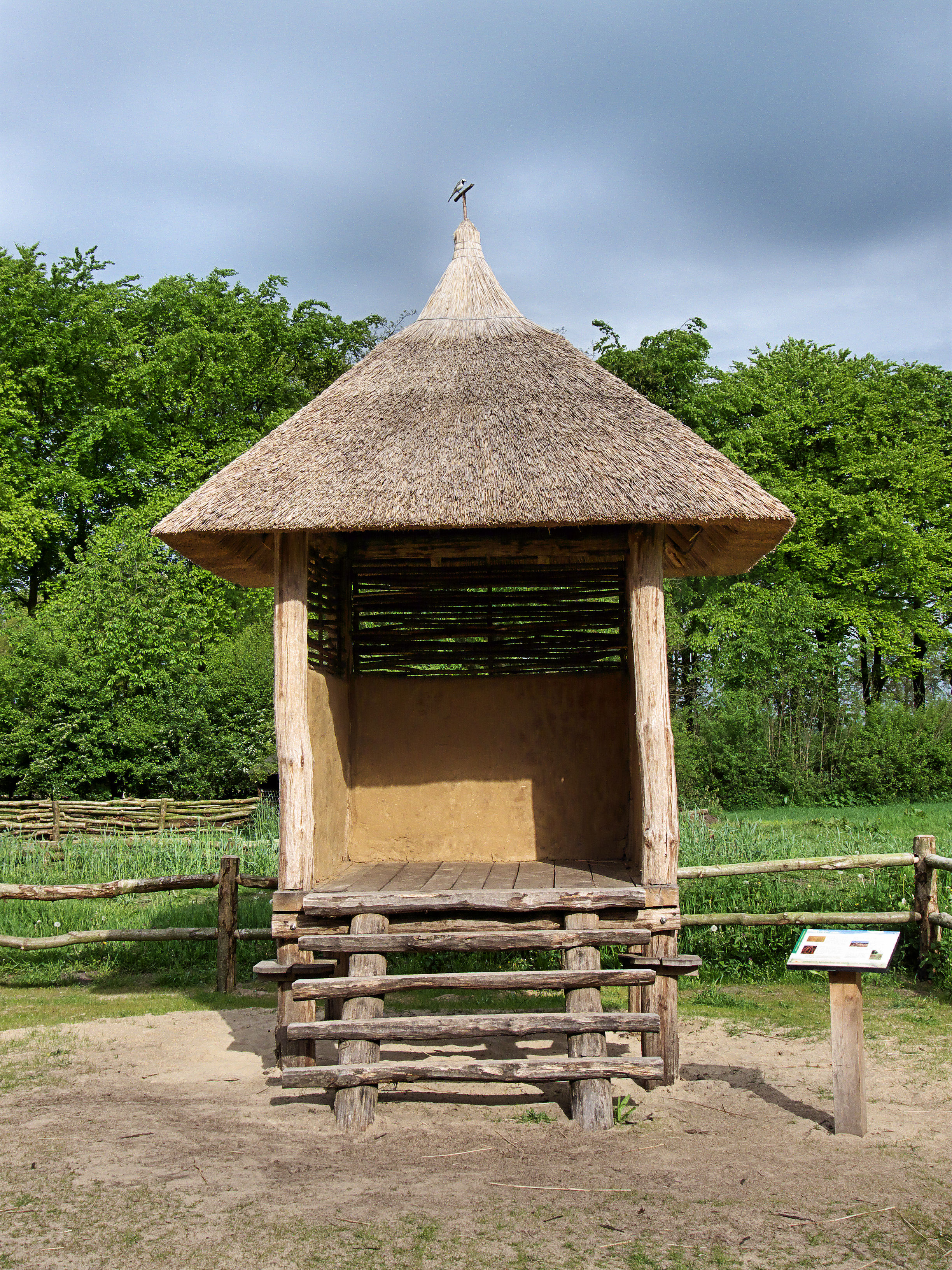
Reconstructie van een spieker uit de ijzertijd bij het Wekeromse zand
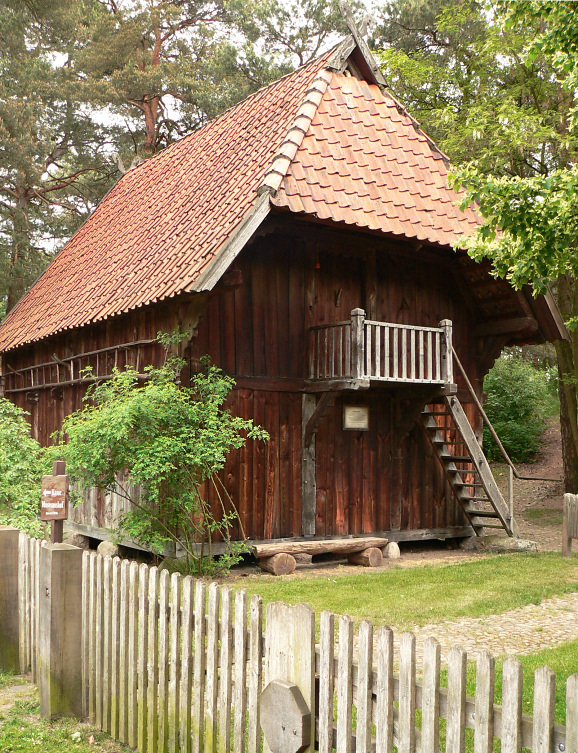
Trapspieker (Treppenspeicher) in Winsen (Aller), Lüneburger Heide
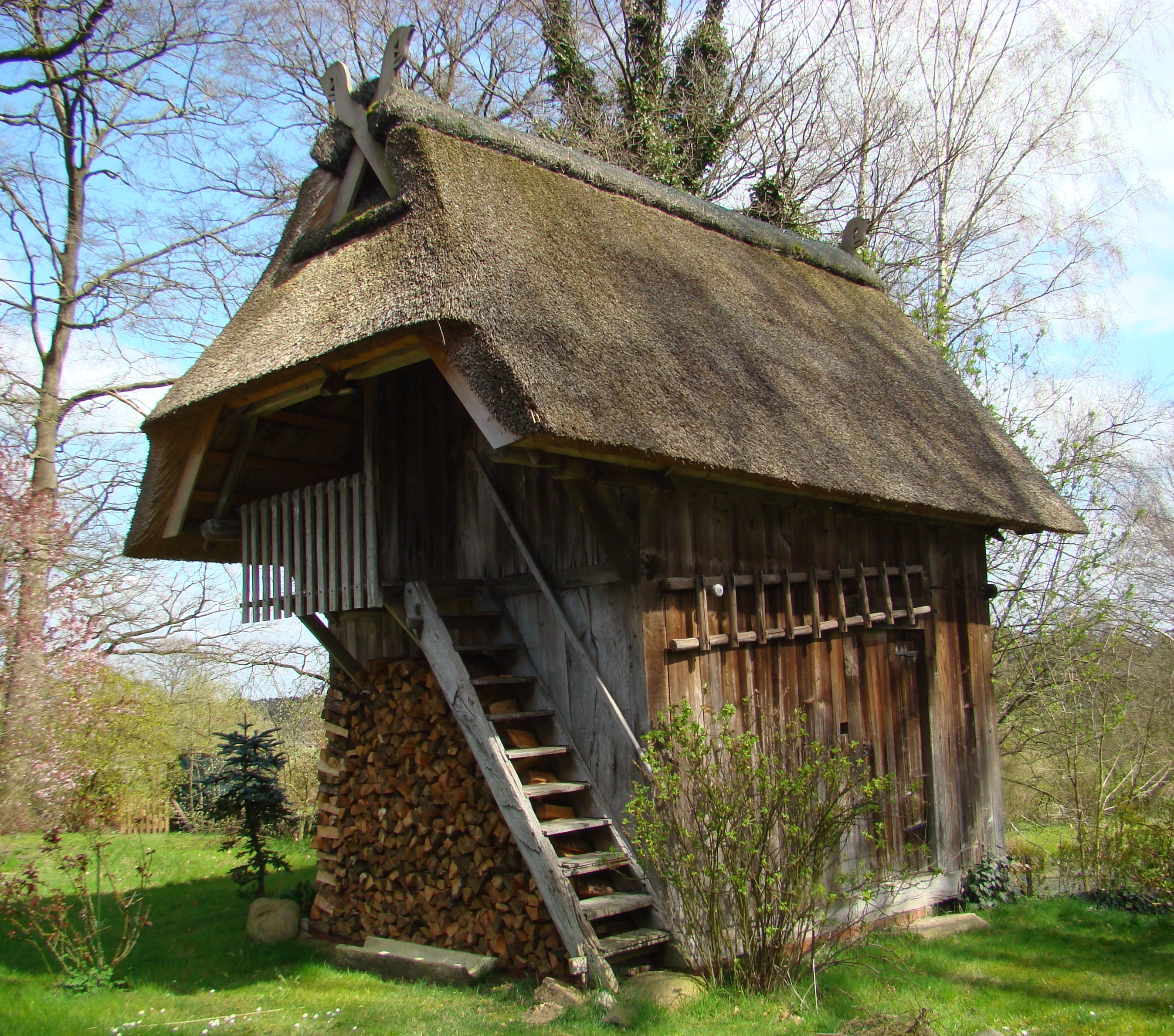
Trapspieker in Oldendorf, Lüneburger Heide
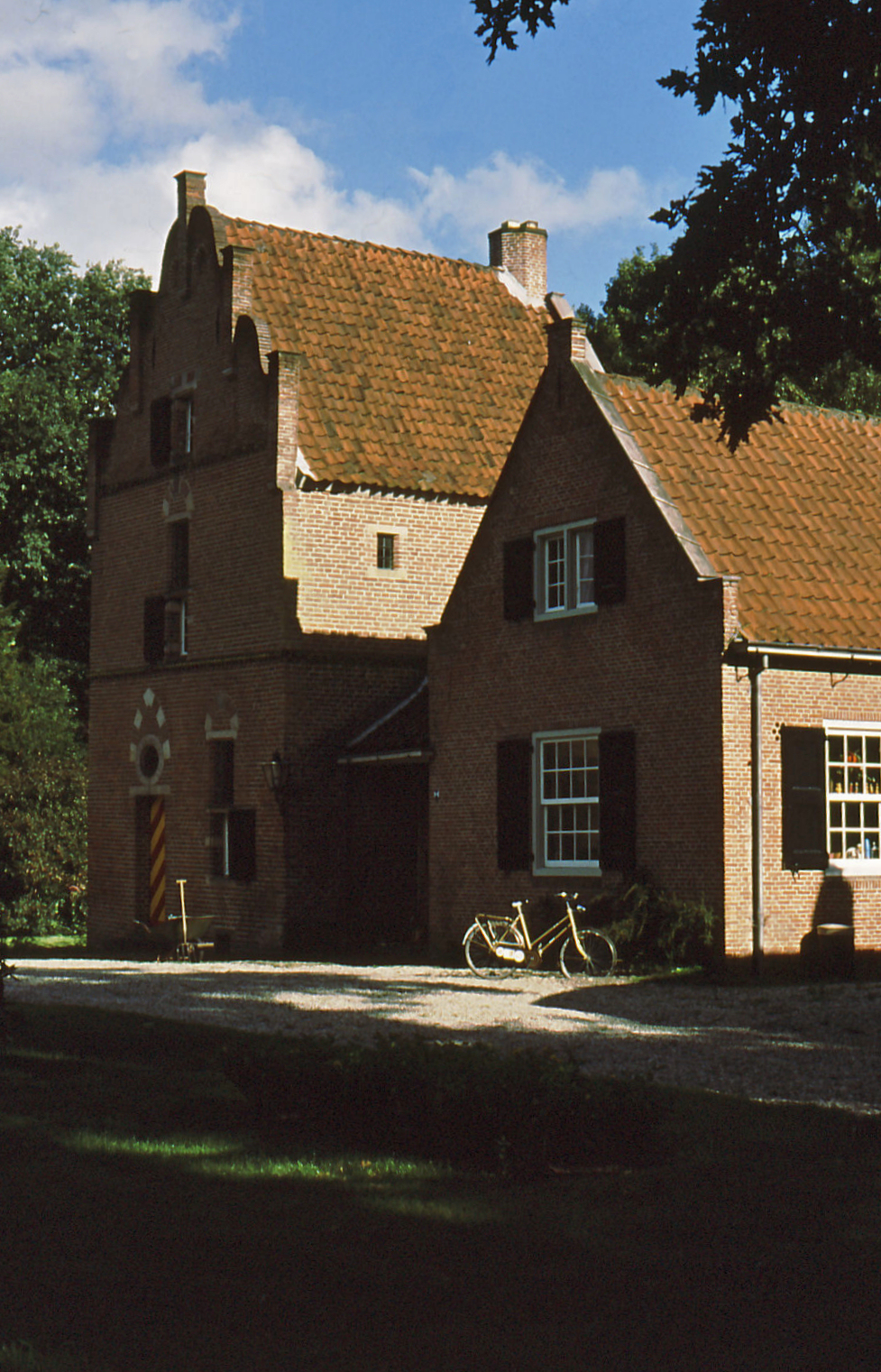
Spijker Watervliet bij Hattem
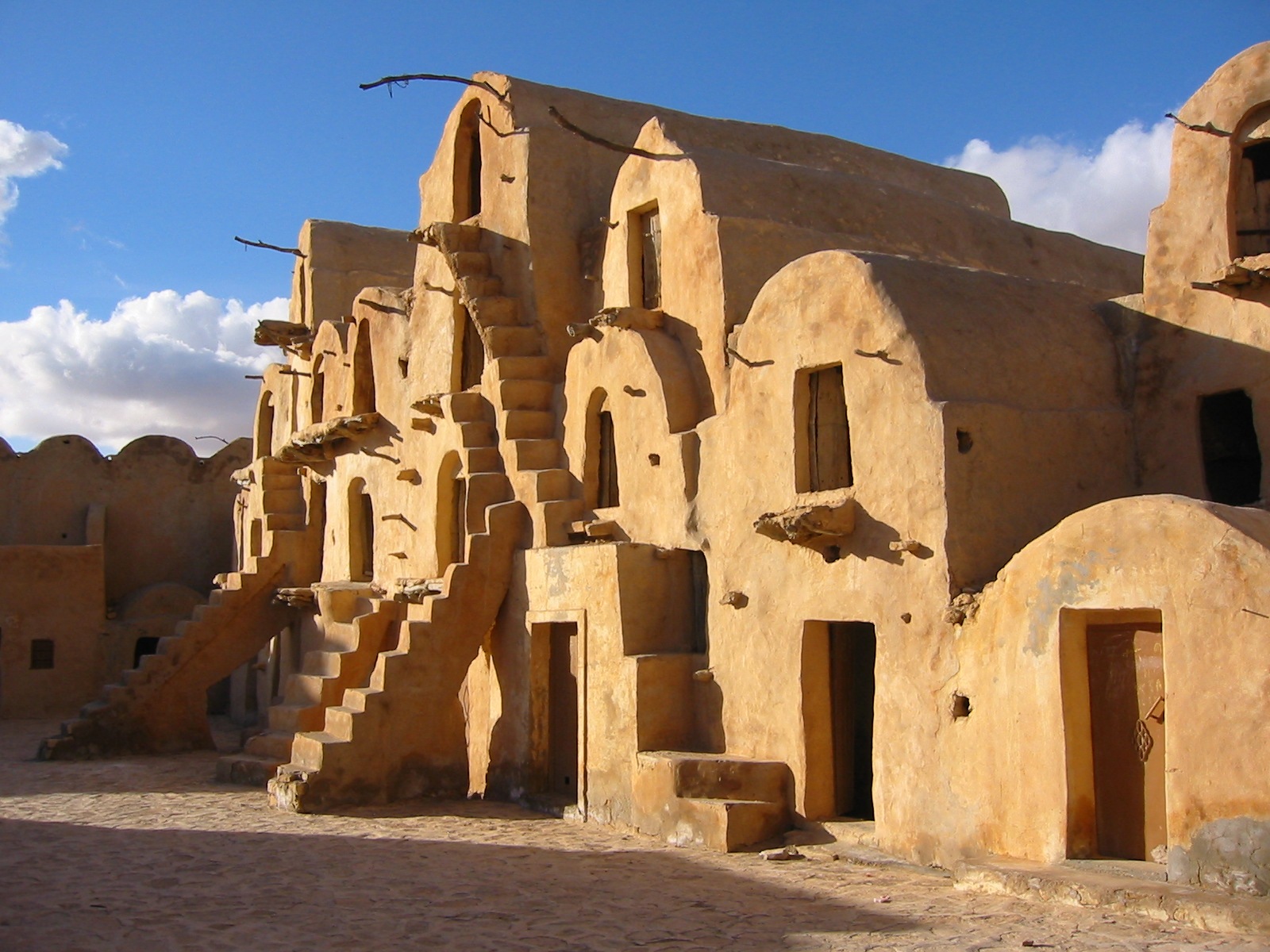
De Ksar Ouled Soltane, een graanopslagplaats in Tunesië